# Mesosemia olivencia
Mesosemia olivencia är en fjärilsart som beskrevs av Bates 1868. Mesosemia olivencia ingår i släktet Mesosemia och familjen Riodinidae. Inga underarter finns listade i Catalogue of Life.